# Sapo-parteiro-comum
O sapo-parteiro ou sapo-parteiro-comum (Alytes obstreticans) é uma espécie de anfíbio anuro da família Alytidae.
A sua área de distribuição inclui: a Alemanha, Bélgica, Espanha, França, Luxemburgo, Países Baixos, Portugal e Reino Unido.
O seu habitat natural são: florestas temperadas, florestas tropicais secas ou subtropicais, pradarias, rios, lagos de água doce, marismas de água doce, marismas de água doce temporários, desertos temperados, terrenos aráveis, pastagens e áreas urbanas.
Está ameaçada por perda de habitat.
- Commons
- Wikispecies

## Fonte
- Bosch, J., Beebee, T., Schmidt, B., Tejedo, M., Martínez-Solano, I., Salvador, A., García-París, M., Gil, E.R. & Arntzen, J.W. 2004.  Alytes obstetricans.   2006 IUCN Red List of Threatened Species.   Downloaded on 21 July 2007.
- Este artigo foi inicialmente traduzido, total ou parcialmente, do artigo da Wikipédia em inglês cujo título é «Common Midwife Toad», especificamente desta versão.